# 川崎宏
川崎 宏（かわさき ひろし、1921年11月28日 - 2009年1月13日）は、漢文・中国文学、明治文学研究家。
愛媛県宇和島市出身（ただし生まれはアメリカ合衆国モンタナ州ディアロッジ）。宇和島中学（現愛媛県立宇和島東高等学校）、大東文化学院（現大東文化大学）卒業。元関東学院女子短期大学教授。
「明治村通信」の編集長を長くつとめた。

## 略歴
母方祖父母の住む吉田町の吉田尋常高等小学校に途中編入、母国語による学習をはじめ、のち宇和島の父母のもとに転じ宇和島市立第二尋常小学校を卒業、愛媛県立宇和島中学校在学、のち大東文化学院で漢学を学ぶ。
帝国海軍従軍後、東京にて「文芸新誌」編集人、中河与一編「現代フランス素描集」などの発行名義人に任じ、やがて新制度による中学校、高等学校発足後、宇和島市立城南中学校、愛媛県立吉田高等学校を含む県下の公立学校4校で教員勤務。
上京後、二十数年間、関東学院女子短期大学国文科教授として「漢文講読」を担当。兼ねて財団法人博物館明治村の月刊機関雑誌「明治村通信」創刊（1970年）から終刊号まで25年にわたる全300号の編集人を務めた。宇和島市文化財保護委員、財団法人南予奨学会評議員、日本比較文学会評議員。

## 著書
- 「中野逍遙 の詩とその生涯 -夭折の浪漫詩人-」（愛媛県文化振興財団）1995年

## 編著
- 『勝海舟全集』（講談社）　共編は、江藤淳・司馬遼太郎・松浦玲
- 『氷川清話 夢酔独言』勝海舟、勝小吉（中公クラシックス、2012）